# Blågård Skole
Blågård Skole ligger på indre Nørrebro syd for Nørrebrogade. Blågård Skole er en folkeskole delt i tre bygninger på Hans Tavsens Gade.